# Lukász Papadímosz
Lukász Papadímosz Dimítriosz (görögül: Λουκάς Παπαδήμος, Athén, 1947. október 11. –) görög fizikus, közgazdász, bankár. 1994 és 2002 között a Görög Nemzeti Bank elnöke, majd 2002 és 2010 között az Európai Központi Bank (EKB) alelnöke. 2011. november 11-től egy nemzeti egységkormány élén Görögország miniszterelnöke. Vendégprofesszorként közpolitikát oktatott a Harvard Egyetemen a Kennedy School of Government hallgatóinak, valamint a Frankfurti Egyetem Gazdasági Tudományok Központjában is tartott előadásokat.

## Tanulmánya és pályafutása
Papadímosz Athénban született. 1970-ben elvégezte a Massachusetts Institute of Technology-t (MIT), ahol fizikai diplomát kapott. 1972-ben szerzett diplomát mint villamosmérnök, majd 1978-ban megvédte közgazdasági doktori értekezéseit.
Tudományos pályafutását a Columbia Egyetemen kezdte, ahol 1975 és 1984 között tanított közgazdaságtant. 1988-ban az Athéni Egyetemre került, ahol 1993-ig oktatta a szakterületét.
1980-ban a Federal Reserve Bank of Bostonnál dolgozott senior közgazdászként, majd 1985-től a Görög Nemzeti Bank vezető közgazdásza lett. 1993-ban a bank elnökhelyettese, 1994-ben pedig elnöke lett. Banki vezetősége idején kezdte meg Görögország a drachmáról az euróra való áttérés előkészítését.
Miután 2003-ban otthagyta a nemzeti bankot, Jean-Claude Trichet alelnöke volt az Európai Központi Bankon belül. Ezt a pozíciót 2010-ben hagyta ott, mikortól Jórgosz Papandréu miniszterelnök tanácsadója lett.
1998 óta a Trilateral Commission tagja.
Az Athéni Akadémia tagja. A makrogazdasági elmélet több területén is adott ki tanulmányokat. Ilyen a pénzügyi piacok felépítése és működése, a monetáris politika és a monetáris elemzés. Ezek mellett az Európai Unió gazdasági teljesítményével, pénzügyi stabilitásával és gazdaságpolitikájával kapcsolatban publikált cikkeket. Ezen közben a görög hitelválságról is értekezett.

## Miniszterelnöksége
2011. november 10-én a kormányzó párt vezetője, Jórgosz Papandréu távozását követően megalakult az átmeneti nagykoalíciós kormány, melynek legnagyobb feladata Görögország kivezetése abból a politikai válságból, amit az ország hitelválsága okozott. A 2011. október 26-án elfogadott európai mentőcsomag folyósításához súlyos megszorító intézkedéseket kell fogadtatnia a parlamenttel. A kormánykoalíció tagja a szociáldemokrata Pánhellén Szocialista Mozgalom (PASZOK), a jobboldali Új Demokrácia (ND) és a szélsőjobboldali Ortodox Népi Gyűlés (LAOSZ). A 17 miniszter közül 14 szocialista – 12-en megtartották az előző kormányban betöltött posztjukat, köztük a pénzügyminiszter –, kettő konzervatív, egy pedig szélsőjobboldali. A parlamenti pártok közül csak a kommunisták (Görögország Kommunista Pártja, KKE) nem vesznek részt a kormányban.
A bankár Papadímosz az ország [[Eurózóna<euróövezeti]] tagságának elkötelezett híve.
A kormány a 2012. áprilisi előrehozott választásokig maradt hivatalban.